# Shengtuo
Shengtuo (kinesiska: 胜坨镇, 胜坨) är en köping i Kina. Den ligger i provinsen Shandong, i den östra delen av landet, omkring 160 kilometer nordost om provinshuvudstaden Jinan. Antalet invånare är 57 109. Befolkningen består av 27 955 kvinnor och 29 154 män. Barn under 15 år utgör 16,0 %, vuxna 15-64 år 73 %, och äldre över 65 år 9,0 %.
Genomsnittlig årsnederbörd är 698 millimeter. Den regnigaste månaden är juli, med i genomsnitt 278 mm nederbörd, och den torraste är januari, med 7 mm nederbörd.